# 짝산
짝산(영어: conjugate acid)은 브뢴스테드-로리 산염기 이론에서 산이 염기에 양성자(H+)를 제공할 때 형성되는 화합물이다. 즉, 역반응에서 수소 이온을 잃는 것처럼 수소 이온이 첨가된 염기이다. 반면에 짝염기(영어: conjugate base)는 화학 반응 중에 산이 양성자를 공여한 후에 남는 것이다. 따라서 짝염기는 역반응에서 수소 이온을 얻을 수 있는 것처럼 산에서 양성자가 제거되어 형성된 화학종이다. 일부 산은 여러 개의 양성자를 방출할 수 있기 때문에 산의 짝염기 자체가 산성일 수 있다.
요약하면 다음과 같은 화학 반응으로 나타낼 수 있다.
산 + 염기 ⇄ 짝염기 + 짝산
요하네스 니콜라우스 브뢴스테드와 마틴 로리는 브뢴스테드-로리 산염기 이론을 도입하여 양성자를 다른 화합물로 전달할 수 있는 화합물은 산이고, 양성자를 받아들이는 화합물을 염기라고 제안했다. 양성자는 단위 양전하를 가지고 있는 핵 입자이다. 양성자는 수소 원자의 핵을 구성하기 때문에 즉, 수소 양이온이므로 H+로 표시된다.
양이온은 짝산이 될 수 있고, 음이온은 어떤 물질이 관여하고 어떤 산-염기 이론을 적용하는 지에 따라 짝염기가 될 수 있다. 짝염기가 될 수 있는 가장 단순한 음이온은 짝산이 수소 원자인 용매화된 전자이다.

## 같이 보기
- 완충 용액
- 양성자화
- 탈양성자화
- 염